# Comunidad de villa y tierra de Arévalo

Comunidades de Villa y Tierra en comparación con los límites administrativos modernos.

La Comunidad de Villa y Tierra era una institución política castellana, un ente jurídico autónomo que nació libremente como un sistema de autogobierno que distribuía justicia y autoridad entre sus vecinos y ordenaba en comunidad el aprovechamiento de las aguas, de las tierras y de los pinares. Se formó con la suma de antiguas costumbres más las necesidades propias de la época como una de las Comunidades Segovianas.

## Definición
La agrupación de pueblos y aldeas de los señoríos de los cinco Linajes, la Iglesia y el Concejo formó lo que se denominó Universidad de la Tierra de Arévalo, organizada en unidades subcomarcales que se llamaron Sexmos. Ya existían antes, pero la primera noticia es del año 1219 y durante su existencia conocieron diversas reorganizaciones.
Con fines administrativos, de organización, defensivos y recaudatorios, fueron el fundamento de la independencia y fuerza de los Concejos Castellanos.
Un aspecto sumamente interesante es la separación para todos los efectos del Arrabal. La Villa era considerada únicamente lo comprendido dentro del recinto murado.
El Arrabal fue tomando pujanza de población y economía gracias a sus importantes mercados, y formó parte de la Tierra, como el paradójico "séptimo sexmo". La Tierra de Arévalo, como comarca natural no se ajustaba a los límites provinciales de la actualidad.

## Historia

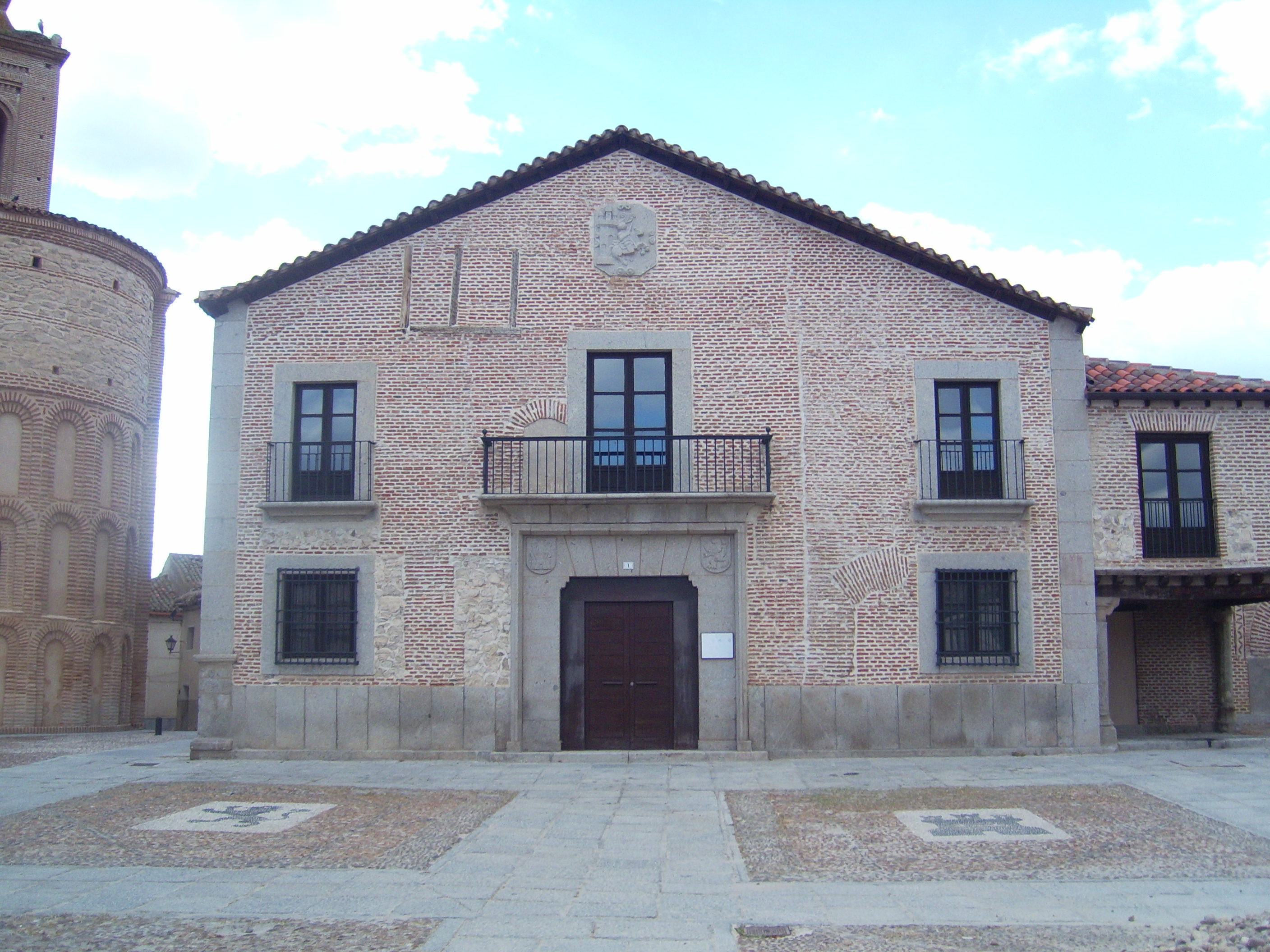
Casa de los Sexmos. Casa de la Villa y Tierra de Arévalo

En 1480 elige su primer procurador y celebra Junta en la Sala de Santa Catalina, el "Corral de Comedias"; salió elegido por tres años Yuste Jimén, de profesión platero. Desde entonces, el Arrabal asistía con su procurador a las Juntas de los Sexmos..
En 1494 los procuradores de la Tierra y el del Común del Arrabal, entran y toman asiento en el Concejo, junto al Común de la Villa. Pero la Villa y el Arrabal no se unificaron hasta bien entrado el siglo XVIII.
El Sexmo de La Vega, se reunía en San Cristóbal; el de Aldeas, en Castellanos; el de Sinlabajos, en Palacios de Goda; el de Rágama, en Rasueros; el de Orbita, en Montuenga; y el del Aceral, en Nava de Arévalo; y cada uno llevaba sus libros.
Tal como detalla el historiador David De Soto Pascual, desde el verano de 1520 tenían como única propiedad la "Casa de los Sexmos" en la antigua sede del ayuntamiento medieval situado en la Plaza de la Villa. Desde ese año la sede del concejo pasó a un nuevo edificio propiedad de un ensalmador en la Plaza del Real.

## Composición
En la división de España en provincias, subdividida en partidos, corregimientos, alcaldías mayores y ordinarias, hecha en tiempo de Carlos III, aprobada en 22 de marzo de 1785 y publicada en 1789, figura Arévalo como partido de Ávila, dividido en seis sexmos siguientes:
- Villa de Realengo de Arévalo: Corregidor por S.M. nombrado.

1.- Sexmo de Orvíta
- Despoblado de Aldehuela y Matilla
- Lugar de Aldea Nueva del Codonal
- Lugar de Codorniz
- Lugar de Espinosa
- Lugar de Gutiérrez Muñoz
- Lugar de Montuenga
- Despoblado de Nava el peral
- Lugar de Orvíta

2.- Sexmo de la Vega
- Despoblado de Blasco Muño de la Vega
- Lugar de Botaelhorno
- Lugar de Donhierro
- Despoblado de Estepar
- Lugar de Montejo de la Vega
- Despoblado de Madrilejo
- Despoblado Moraleja de Santa Cruz
- Lugar Martín Muñoz de la Dehesa.
- Despoblado Palacios de la Vega
- Lugar de Rapariegos
- Despoblado de Servande y Tranujas
- Lugar de San Christoval
- Lugar de Tolocirio

3.- Sexmo de Aceral
- Lugar de Aldea-seca
- Despoblado de Valtodano
- Lugar de Vinaderos
- Despoblado de Bodegoncillo
- Despoblado de Vallés-Domingo
- Lugar Costanzana
- Lugar Cabezas de Alambre
- Lugar Don Gimeno
- Lugar Langa
- Despoblado Montejuelo de Garci-Lobo.
- Lugar Magarzo
- Lugar Naharros del Monte
- Lugar La Nava de Arévalo
- Lugar Noharre
- Lugar Pedro Rodríguez
- Lugar Palacios Rubios
- Lugar San Vicente
- Lugar Tiñosillos
- Lugar Villanueva

4.- Sexmo de Sinlabajos
- Lugar Don Vidas
- Lugar Muriel
- Despoblado San Muñoz
- Lugar Las Honcaladas
- Lugar Honquilana
- Lugar Las Olmedillas
- Lugar Palacios de Goda
- Despoblado El Pozo
- Lugar Sinlabajos
- Lugar San Pablo de la Moraleja
- Lugar San Esteban
- Lugar Salvador de Zapardiel
- Lugar San Llorente
- Lugar Tornadizos de Arévalo
- Lugar Serranos

5.- Sexmo de Aldeas
- Lugar Blasco Nuño de Matacabras.
- Lugar Barroman
- Lugar Castellanos de Arévalo
- Villa de Canales
- Villa Fuentes de Año
- Villa Lomoviejo
- Villa Raliegos
- Lugar Cabezas del Pozo
- Lugar Moraleja de Matacabras
- Despoblado Palazuelos de Zapardiel
- Despoblado Serranos de Arévalo

6.- Sexmo de Rágama
- Despoblado Astudillo
- Despoblado Bañuelos[2]
- Despoblado Piteos
- Villa Horcajo de las Torres
- Lugar El Ajo
- Lugar Bercial
- Lugar Cebolla
- Lugar Mamblas
- Lugar Rágama
- Lugar Rasueros
- Lugar El Villar